# Tiroteo en Macerata de 2018
El tiroteo en Macerata de 2018 fue un tiroteo terrorista de ultraderecha en Macerata (Italia) ocurrido el 3 de febrero de 2018. Tuvo una amplia cobertura mediática y afectó a la política italiana, porque ocurrió durante la campaña política para las elecciones generales de 2018.

## Eventos
El 3 de febrero de 2018 en la ciudad de Macerata, Italia, Luca Traini, de 28 años de edad, conducía un Alfa Romeo 147 negro y armado con una pistola semiautomática Glock 17 Gen3 de 9 mm, hirió gravemente disparando desde su coche, a seis inmigrantes africanos. Traini también se dirigió a la sede local del gobernante Partido Democrático. Después del ataque, se dice que Traini tenía una bandera italiana sobre sus hombros, levantó el brazo en un saludo fascista y gritó "Viva Italia" frente al memorial de guerra, antes de entregarse a la policía. En su casa fueron descubiertos elementos que eran remitibles a la extrema derecha, incluida una copia del Mein Kampf y una bandera con la cruz celta.
Traini declaró que el ataque fue una venganza por la muerte de Pamela Mastropietro, una joven local de 18 años cuyo cuerpo desmembrado había sido encontrado unos días antes, metido en dos maletas y tirado en el campo; por ello, un ciudadano nigeriano de 29 años de edad, Innocent Oseghale, había sido arrestado y acusado. A Oseghale se le había denegado el asilo un año antes, pero seguía en Italia.

## Repercusiones
Traini fue miembro y excandidato local del partido de derecha italiano Liga Norte; muchos comentaristas políticos, intelectuales y políticos criticaron duramente al secretario federal del partido Matteo Salvini, acusándolo de haber propagado el odio y el racismo en el país. En particular, Roberto Saviano, el notable escritor antimafia que calificó al líder de la Liga de instigador moral del ataque. Salvini respondió a las críticas acusando al gobierno de centro-izquierda de responsabilidad por la muerte de Mastropietro por permitir que los inmigrantes permanecieran en el país y por tener "sangre en sus manos", afirmando que la culpa es de aquellos que "nos llenan de inmigrantes ilegales". El ministro italiano del Interior, Marco Minniti, condenó duramente el ataque, diciendo que ningún partido político debe "incentivar el odio".
Durante los atentados de Christchurch en Nueva Zelanda en 2019, el nombre de Luca Traini estaba escrito sobre el cargador de un fusil semiautomático del terrorista de ultraderecha, para recordar y alabar su ataque en Macerata. Traini se desvinculó del evento, declarando lamentar los hechos de Macerata.

### Investigación judicial y condena
La Fiscalía de Macerata formuló contra Traini la acusación de masacre agravada por el propósito de racismo, además de otros crímenes, incluyendo el porte de armas de fuego.
El 3 de octubre de 2018, Traini fue condenado a 12 años de prisión con sentencia sumaria.